# Штейнгарц, Виталий Давидович
Виталий Давидович Штейнгарц (19 июня 1937, Москва — 12 февраля 2015, Новосибирск) — советский химик-органик, доктор химических наук (1979), лауреат Ленинской премии (1990).

## Биография
Родился 19 июня 1937 г. в Москве. В 1959 г. окончил Московский химикотехнологический институт им. Д. И. Менделеева по специальности «технология органических красителей и промежуточных продуктов», по распределению работал на Дорогомиловском химзаводе начальником смены.
С 1961 в Новосибирском институте органической химии СО АН СССР, в котором прошёл путь от инженера до заведующего лабораторией изучения нуклеофильных и ион-радикальных реакций (1976), некоторое время занимал должность заместителя директора по науке. Последняя должность — старший научный сотрудник.
Преподавал и вёл научную деятельность на факультете естественных наук, геолого-геофизическом и физическом факультетах НГУ, в 1993—2003 гг. — заведующий кафедрой органической химии.
Доктор химических наук (1979), профессор (1983).
Открыл реакции электрофильного присоединения в ряду полифторароматических соединений (1963). Разработал новый подход к катализу в реакциях ароматического нуклеофильного замещения (1985—1995).
Автор более 300 научных статей, обзоров, монографий. Член организационных комитетов многих международных и российских научных конференций.
Лауреат Ленинской премии (1990). Заслуженный деятель науки Российской Федерации (2007)
Скоропостижно умер 12 февраля 2015 года на 78 году жизни. Похоронен на Южном кладбище Новосибирска (квартал У).